# Vzpoura na Bounty

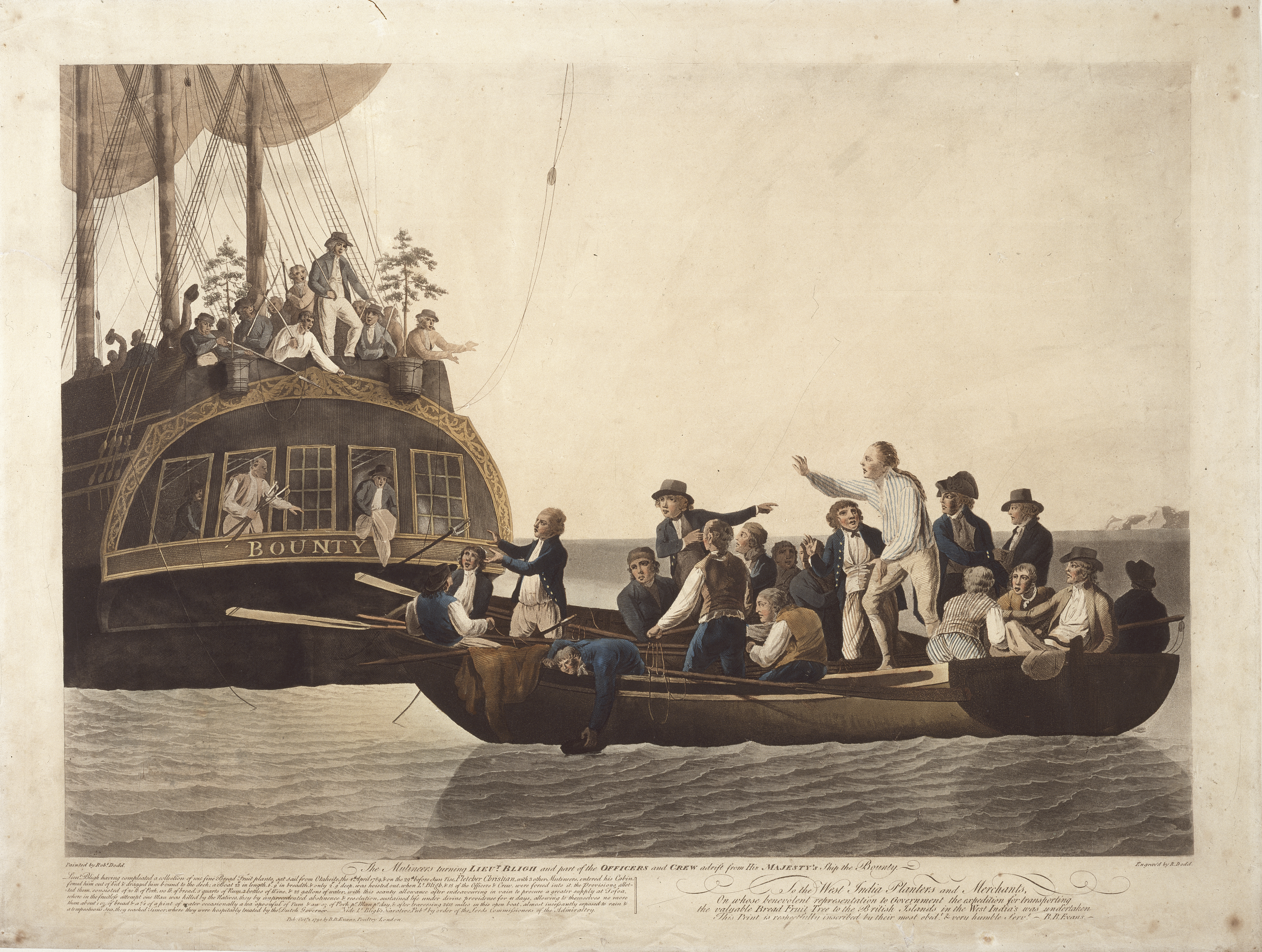
Vzbouřenci vysazují kapitána lodi a část posádky do člunu, ilustrace z roku 1790

Vzpoura na ozbrojené lodi Jeho Veličenstva Bounty, vedená pomocníkem navigačního důstojníka a v té době zastupujícím poručíkem Fletcherem Christianem proti veliteli lodi, poručíku Williamu Blighovi, se odehrála 28. dubna 1789.
Loď byla z Anglie vyslána roku 1787 na Tahiti pro náklad chlebovníků určených pro obživu otroků na Jamajce. Britští námořníci strávili na Tahiti, které pro ně představovalo ráj a ztělesnění idylického života, několik měsíců. Naproti tomu život u námořnictva byl pro prosté námořníky velmi tvrdý; i mírný poručík Bligh po vyplutí z Tahiti přitvrdil svůj přístup, a proto proti němu necelý měsíc po opuštění Tahiti část posádky povstala, převzala loď a Bligha i s částí jeho věrných vysadila v otevřeném člunu na moře. Vzbouřenci poté zamířili zpět na Tahiti, část jich zde zůstala, zatímco zbytek odplul hledat útočiště na Pitcairnově ostrově, neboť Fletcher Christian předpokládal, že Britové neznají jeho přesnou polohu. V lednu 1790 Bounty skutečně Pitcairnu dosáhla a vzbouřenci loď zapálili a usadili se na ostrově.
Poručík Bligh s částí loajální posádky v člunu zatím dokázal doplout až na Timor, jenž byl součástí Holandské východní Indie, a odtud do Anglie. Za svou statečnost byl povýšen do hodnosti kapitána a pověřen novou chlebovníkovou expedicí, zatímco Admiralita pověřila kapitána Edwarda Edwardse, aby se vypravil do Pacifiku na fregatě Pandora zatknout vzbouřence a přivést je před soud. Edwardsovi se podařilo zadržet 14 vzbouřenců, kteří zůstali na Tahiti, zatímco jádro vzbouřenců, kteří odešli na Pitcairn, se mu dopadnout nepodařilo. Potomci britských námořníků a jejich tahitských žen na Pitcairnově ostrově žijí dodnes.
Vzpoura se stala jednou z nejslavnějších v dějinách mořeplavby; stala se námětem mnohých knih, románů a ve
20. století i několika filmových zpracování.